# Terpinene
Die Terpinene (Betonung auf der dritten Silbe: Terpinene) sind eine Gruppe von drei isomeren Kohlenwasserstoffen mit p-Menthan-Gerüst. Ihre als sekundäre Pflanzenstoffe auftretenden Vertreter werden zu den Monoterpenen gerechnet.

## Geschichte
Für die Identifizierung der Terpinene und anderer aliphatischer Verbindungen in Pflanzen bekam Otto Wallach im Jahr 1910 den Chemie-Nobelpreis. Die Otto-Wallach-Plakette, ein von Mitte der 1960er-Jahre bis 2002 vom Otto-Wallach-Fonds etwa alle drei bis fünf Jahre gestifteter Preis, zeigt auf der Rückseite die Strukturformel des α-Terpinens.

## Vorkommen
Terpinene, insbesondere α- und γ-Terpinen, sind Bestandteil vieler ätherischer Öle, so z. B. des Teebaumöls oder des Bergamottöls. Als Terpinen wird auch das Stoffgemisch aus α-, β- und γ-Terpinen bezeichnet, das durch Einwirkung von Säuren auf Limonen oder Pinen entsteht.

## Eigenschaften

Strukturformeln der drei Terpinene

Terpinene sind farblose Flüssigkeiten mit spezifischen Gerüchen. Sie sind isomere Kohlenwasserstoffe mit p-Menthangerüst mit der Summenformel C10H16 und einer Molmasse von 136,23 g/mol, die sich lediglich durch verschiedene Lagen ihrer beiden Doppelbindungen unterscheiden:
- α-Terpinen, p-Mentha-1,3-dien, limonenartiger Geruch, Siedepunkt 173,5–174,8 °C[2]
- β-Terpinen, p-Mentha-1,7-dien, Lösungsmittelgeruch mit Mentholnote, Siedepunkt 173–174 °C[2]
- γ-Terpinen, p-Mentha-1,4-dien, kiefernartiger „Plastik“-Geruch, Siedepunkt 183 °C[2]

Terpinengemische sind nur schwer durch Destillation trennbar. Die isomeren Limonene und Phellandrene weisen ebenfalls ein p-Methangerüst mit zwei Doppelbindungen auf, werden aber nicht zu den Terpinenen gerechnet. Auch das Isomer α-Terpinolen wird teilweise – jedoch nicht einheitlich – als δ-Terpinen bezeichnet.

Struktur von α-Terpinolen (δ-Terpinen)

Terpinen gilt als allergieauslösend, daher gibt die Arbeitsgemeinschaft ökologischer Forschungsinstitute e. V. (AGÖF) als „Auffälligkeitswert“, der Anlass für weitere Untersuchungen bis hin zur Sanierung gibt, die Raumluftkonzentration von 1 µg/m³ an (Stand Jan. 2006). Unverträglichkeiten mit naturheilkundlichen Stoffen wie Teebaumöl, das eine antimikrobielle Wirkung besitzt, werden z. T. auf Terpinen und 1,8-Cineol zurückgeführt.